# Cinque matti allo stadio
Cinque matti allo stadio (Les fous du stade) è un film del 1972 diretto da Claude Zidi.
È stato il primo grande successo cinematografico del gruppo musicale pop e rock demenziale francese dei Les Charlots.